# Армілка сомалійська
Армілка сомалійська (Rhynchostruthus louisae) — вид горобцеподібних птахів родини в'юркових (Fringillidae). Ендемік Сомалі. Сомалійська армілка раніше вважалася підвидом золотокрилої армілки.

## Опис
Самці переважно сіро-коричневі з чорним дзьобом, який менший, ніж у інших армілок. Обличчя темне, на крилах і хвості яскраві жовті плями. Самиці мають схоже, однак дещо тьмяніше забарвлення. Молоди птахи поцятковані смужками, характерне для дорослих забарвлення голови у них відсутнє.

## Поширення і екологія
Сомалійські армілки мешкають на півночі Сомалі. Вони живуть в заростях Juniperus procera і Euphorbia abyssinica. Харчуються плодами ялівця, акації і молочаю.

## Збереження
МСОП класифікує стан збереження цього виду як близький до загрозливого. За оцінками дослідників, популяція сомалійських армілок становить від 2500 до 10000 птахів. Це досить рідкісний вид, якому може загрожувати знищення природного середовища.